# シュトラウスゼーファーレ

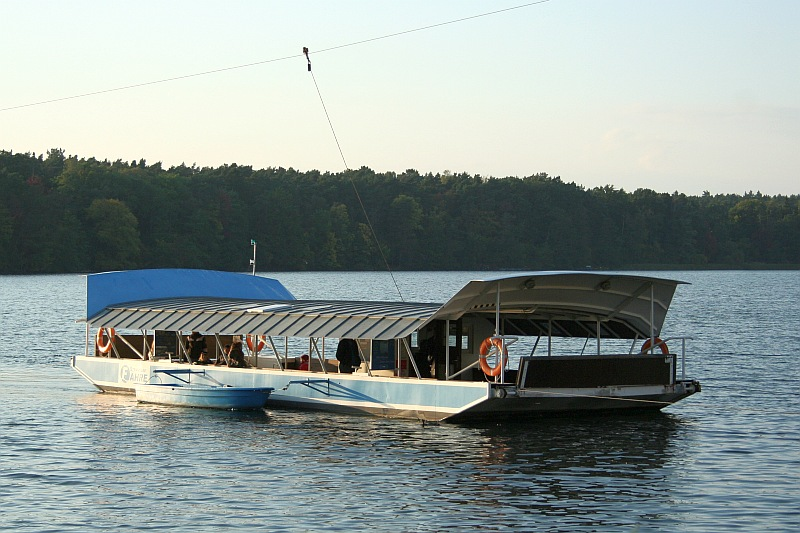
フェリー「シュテフィ」

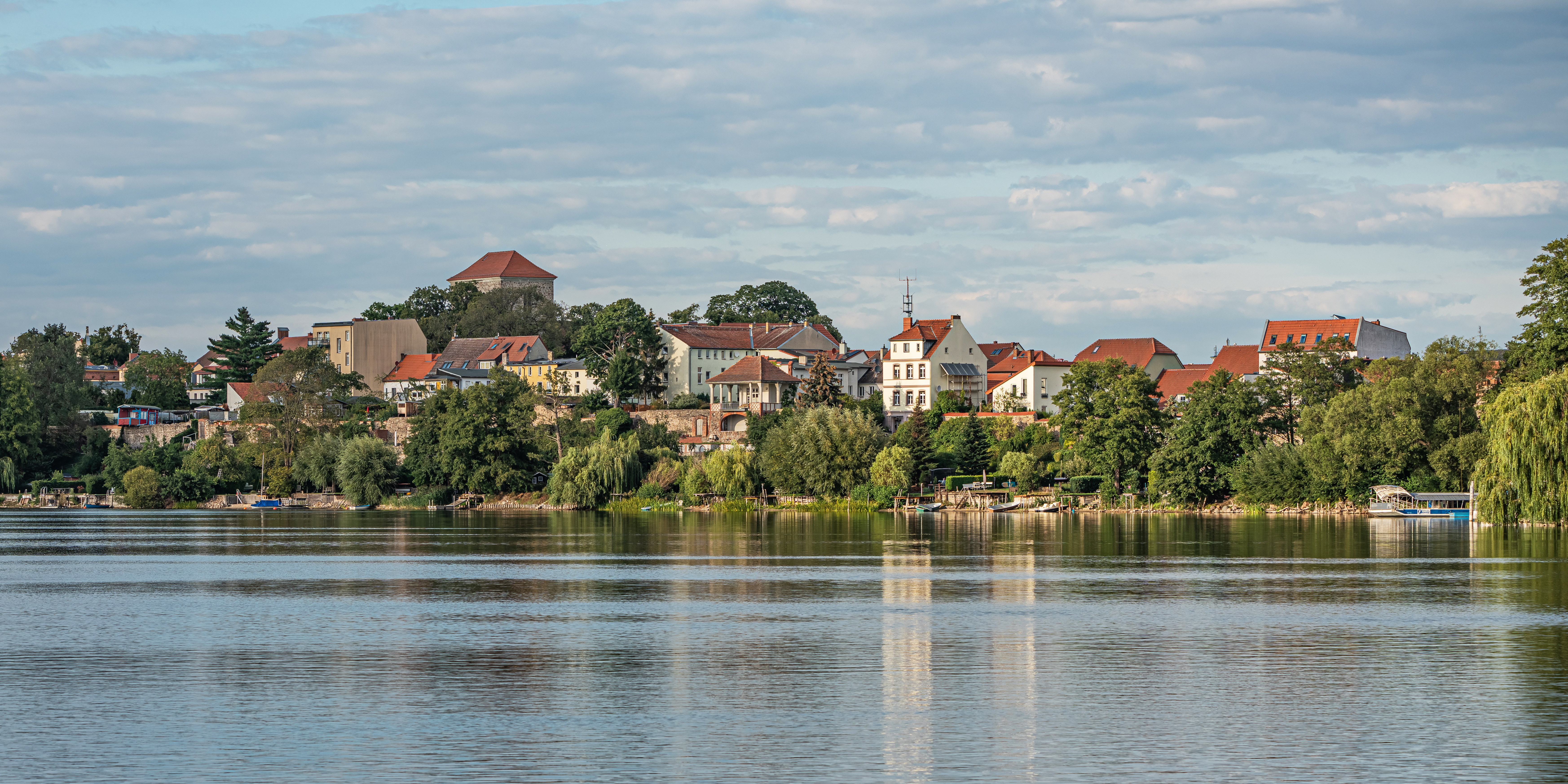
シュトラウス湖

シュトラウスゼーファーレ（ドイツ語: Strausseefähre）は、 ドイツブランデンブルク州シュトラウスベルクの町の近くにあるシュトラウス湖を横断する旅客ケーブルフェリーである。 

## 概要
航路には一度に最大100人の乗客を運ぶことができるフェリー「シュテフィ」が就航しており、シュトラウスベルク鉄道によって運営されている。フェリーは上方の架線から供給される170ボルトの電力により運航される珍しいものである。このフェリーはヨーロッパでは唯一のものであると考えられているが、アメリカ合衆国には同様の給電により運航するフェリーが存在している。
シュトラウスゼーファーレには、 ベルリンとブランデンブルク州の合同輸送組織であるベルリン・ブランデンブルク運輸連合（VBB）によってFährlinie 39（39番航路、F39）の名称が付されている。独自の運賃体系を持ち、VBBの一般的な運賃体系は適用されない。